# Gospodarka mieszkaniowa w PRL
Gospodarka mieszkaniowa w PRL – okres PRL-u cechował się budownictwem bloków mieszkalnych, które często ceniły się wątpliwą jakością budowy i ciasnymi mieszkaniami. Nawet przy tych niskich standardach, mieszkań dla młodzieży często brakowało i czas oczekiwania na mieszkania wynosił kilka lat. W tzw. „dekadzie gierkowskiej” standardy wyposażeniowe mieszkań zaczęły powoli rosnąć, a liczba wybudowanych mieszkań znacznie się zwiększyła, osiągając historyczny szczyt w 1978 r. w którym oddano 283,6 tys. mieszkań do użytku.  Obecnie, ponad połowa Polaków mieszka w mieszkaniach wybudowanych podczas istnienia PRL-u, a odsetek ten jest większy u ludzi żyjących w miastach.
W roku 1960 oddano do użytku 142,1 tysiąca mieszkań, a w roku 1970 194,2 tysiąca mieszkań. Najwięcej mieszkań wybudowano w 1978 roku – 283,6 tys. o przeciętnej powierzchni około 62 m². Liczba oddawanych mieszkań od roku 1964 do roku 1989 włącznie nie spadała poniżej 150 tys. Dla porównania, w roku 2015 wybudowano 147,7 tys. mieszkań. Średnia powierzchnia mieszkań oddawanych przez deweloperów w roku 2016 wyniosła 58,2 m², a w latach 1990–2015 liczba mieszkań 150 tys. została przekroczona w 2003, 2008 i 2009 roku. Po okresie PRL przekroczono granicę 200 tys. mieszkań budowanych rocznie w latach 2019–2024, a ich średnia powierzchnia wynosi około 90 metrów kwadratowych.

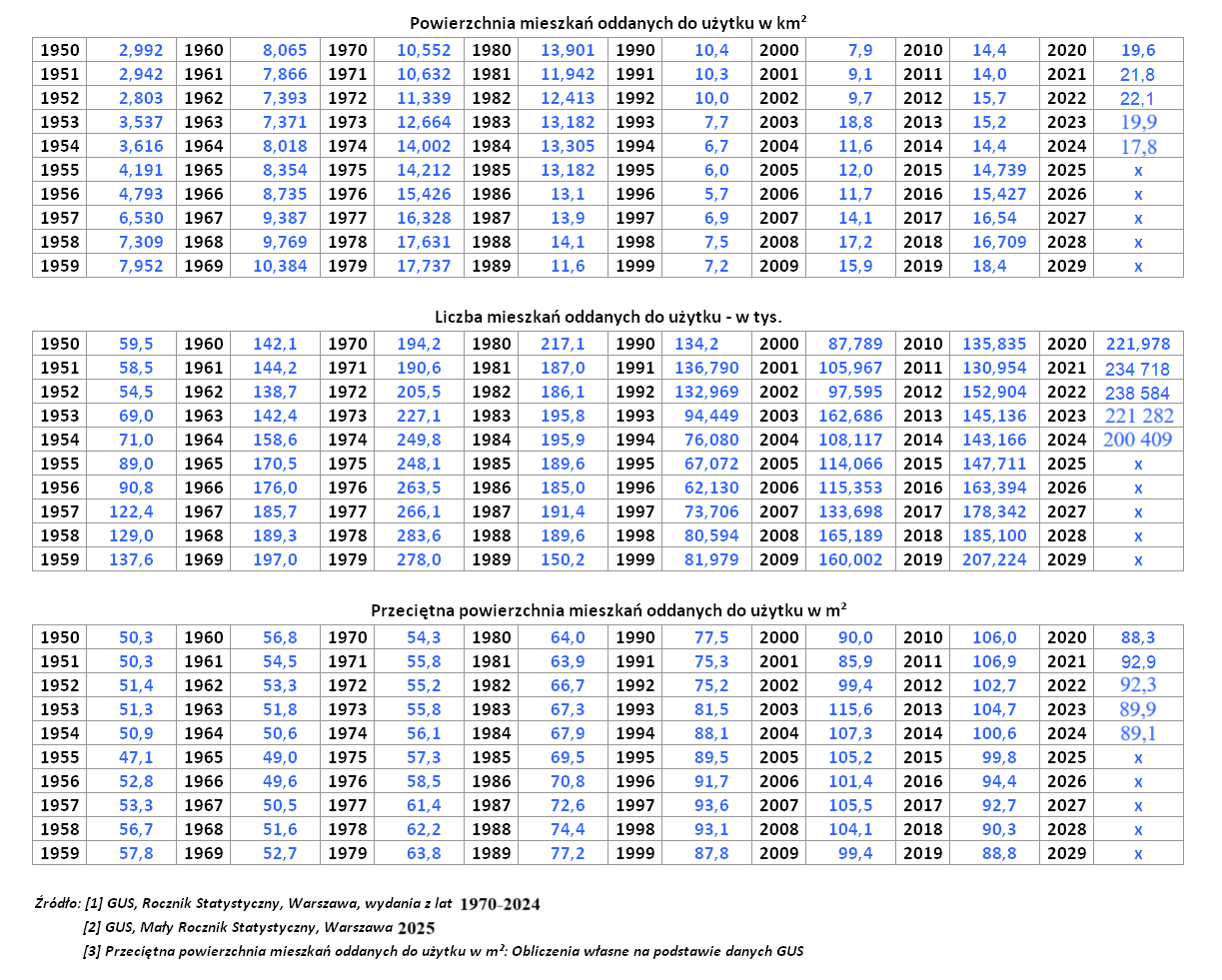
Liczba i powierzchnia mieszkań oddanych do użytku od 1950 r.

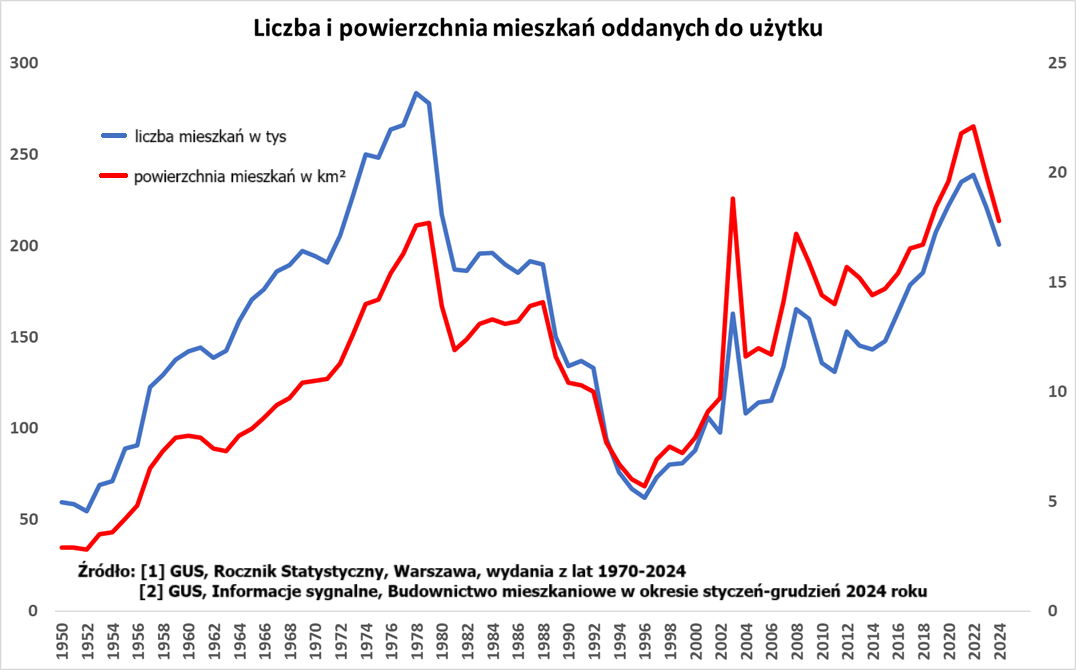
Liczba i powierzchnia mieszkań oddanych do użytku od 1950 r.

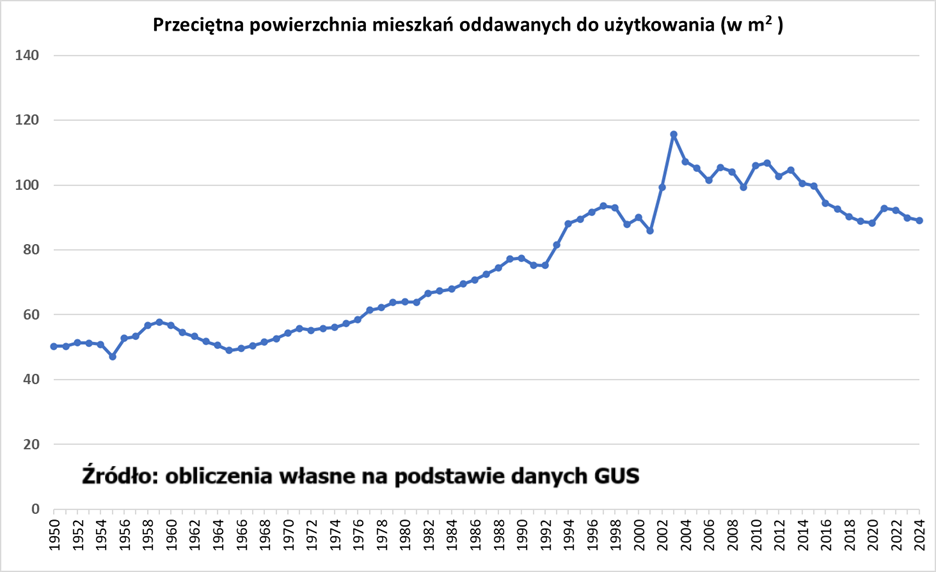
Przeciętna powierzchnia mieszkań oddanych do użytku od 1950 r.

## Skutki II wojny światowej
Polska w granicach poczdamskich straciła w wyniku II wojny światowej 2 miliony mieszkań. Było to efektem działań wojennych, migracji i przesiedlenia ludności. W grudniu 1945 władze wprowadziły przymusową gospodarkę lokalami (powyżej 5 izb).

## Sytuacja mieszkaniowa w latach 1945–1956

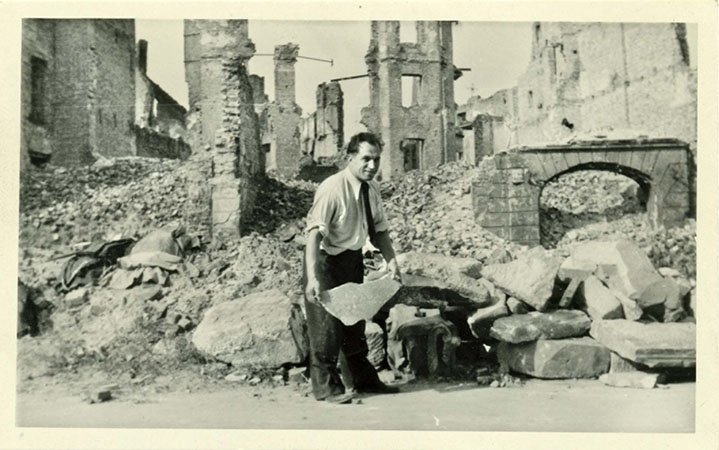
Odbudowa Warszawy z ruin

W latach 1945–1946 wyremontowano 70 000 izb. Korzystano z materiałów pochodzących z odzysku i rozbiórki nieraz całych budynków. W latach 1947–1949 wybudowano około 300 tys. izb i wyremontowano ok. 500 tysięcy izb. W latach 1950–1955 wybudowano ok. 400 000 mieszkań, tzn. cztery razy mniej niż zawarto w tym czasie małżeństw. Budownictwo mieszkaniowe, poza sztandarowymi budowami lat 50., takimi jak MDM czy Nowa Huta, praktycznie nie istniało. Tragiczną sytuację mieszkaniową lat 50. dokumentują m.in. listy do redakcji „Po prostu” i pamiętniki, gdyż cenzura ograniczała wolność wypowiedzi.

### Ziemie Odzyskane
Na Ziemiach Zachodnich rozbierano budynki w różnym stanie i wysyłano uzyskane w ten sposób materiały budowlane do centralnej Polski, np. do odbudowywanej Warszawy. Innym sposobem rozwiązywania problemu braku mieszkań było zasiedlanie zachodnich województw. Oprócz zajmowania opuszczanych przez Niemców terenów, chciano wykorzystać domy, które puste by niszczały. Tutaj kierowano zwłaszcza przesiedleńców zza Buga. Przenosiły się tu również osoby, które w ten sposób chciały uciec przez władzami. Do przeprowadzki zachęcano również mieszkańców centralnej Polski, którzy nie mieli domów lub mieszkali w bardzo złych warunkach.
Mieszkania na Ziemiach Zachodnich były raczej w dobrym stanie. Dotyczyło to zwłaszcza mniejszych miasteczek i wsi, gdzie Niemcy nie bronili się długo lub skąd musieli się nagle wycofywać. Duże zniszczenia były we Wrocławiu, Legnicy, Poznaniu, Szczecinie, Kołobrzegu i Gdańsku, gdzie Niemcy długo i zaciekle się bronili. Tutaj mieszkań było niewiele, a sytuacja przypominała raczej Warszawę. Przyjmuje się, że z istniejących w 1939 r. 3,5 mln izb mieszkalnych na terenach poniemieckich zniszczeniu uległo około 2 mln. Pomimo tego istniały pewne rezerwy mieszkaniowe (przynajmniej na niektórych obszarach ziem zachodnich). Dlatego jeszcze w latach 50., po 1956 r. kierowano tam więc ostatnią falę polskich wysiedleńców z Kresów Wschodnich.
Podczas przejmowania mieszkań na ziemiach zachodnich dochodziło do wielu zniszczeń. Dokonywała ich – zwłaszcza tuż po przejściu frontu – Armia Czerwona zabierająca co cenniejsze wyposażenie i wywożąca je do ZSRR. Niezależnie od tego „Ziemie Odzyskane” były grabione przez rodzimych szabrowników, działających na własną rękę lub w sposób zorganizowany. Meble, artykuły gospodarstwa domowego, wyposażenie kuchenne, a nawet elementy instalacji, okna i drzwi były kradzione i wywożone do centralnej Polski, gdzie je sprzedawano na bazarach. Często w szabrze mieli swój udział (nadużywając uprawnień) funkcjonariusze administracji państwowej.

### Uregulowania prawne

#### Dokwaterowywanie
21 grudnia 1945 roku wprowadzono dekretem przymusową gospodarkę lokalami. Był to pierwszy od zakończenia II wojny światowej akt prawny regulujący i ograniczający najem lokali mieszkalnych będących własnością osób prywatnych. Wprowadzał pojęcie „publicznej gospodarki lokalami”, tzn. w praktyce nacjonalizował mieszkania. Przydział do lokali mieszkalnych leżał w gestii władz kwaterunkowych, tj. prezydium miejskiej (gminnej) rady narodowej. W świetle przepisów tego dekretu decyzja administracyjna o przydziale lokalu mieszkalnego miała pierwszeństwo i była ważniejsza niż umowa najmu zawarta z właścicielem tegoż lokalu. Co więcej, przydział ten wydany odgórnie przez władzę kwaterunkową, zastępował umowę cywilnoprawną zawartą pomiędzy lokatorem a właścicielem i nie wymagał on zgody właściciela. Dekret ten obowiązywał początkowo w siedmiu największych miastach Polski: Warszawie, Łodzi, Gdańsku, Lublinie, Krakowie, Katowicach i Poznaniu.
Dekret ten rozciągnięto w 1951 roku na wszystkie lokale. Zakres ingerencji (np. wielkość mieszkań, do których dokwaterowywano rodziny, lub pożądana liczba osób w mieszkaniu) zależał od decyzji konkretnej rady narodowej. Zazwyczaj dotyczył mieszkań o więcej niż 5 izbach. Najczęściej stosowano regułę, że na 1 osobę może przypadać nie więcej niż 1 pokój. Do większych mieszkań dosiedlano więc dodatkowych lokatorów. Mieli oni jeden lub kilka pokoi dla siebie wraz z prawem do korzystania z kuchni i łazienki. Często był to sposób na poniżenie ludzi zamożnych lub niepokornych wobec nowej władzy. Przydzielanie odbywało się bez uzgodnienia z właścicielem mieszkania, do którego dokwaterowywano dodatkowe osoby.
Po 1956 roku zrezygnowano z takiego sposobu dokwaterowywania.
Innym elementem gospodarki lokalowej była polityka mieszkaniowa w kamienicach prywatnych. Część z nich znacjonalizowano, ale niektóre pozostawiono w rękach prywatnych. Lokatorów dosiedlano jednak na mocy decyzji kwaterunku, bez uzgodnienia z właścicielem posesji. Lokatorzy płacili stawki urzędowe za czynsz, które nie pokrywały rzeczywistych kosztów użytkowania lokali i remontów budynków. Z tego względu prywatne kamienice często popadały w ruinę.

#### Dekret Bieruta

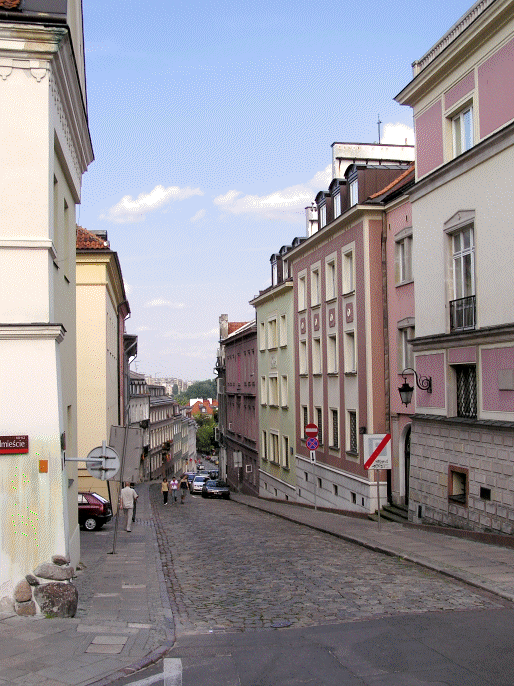
Ulica Bednarska na Starym Mieście w Warszawie

26 października 1945 roku wydany został „Dekret o własności i użytkowaniu gruntów na obszarze m.st. Warszawy” znany jako dekret Bieruta.
Na jego mocy na własność gminy miasta stołecznego Warszawa przechodziły wszelkie grunty w przedwojennych granicach miasta. Dekret ten nie dotyczył budynków, a tylko gruntów. Budynki znajdujące się na nich miały pozostać własnością dotychczasowych właścicieli. Dekret ten w założeniach miał ułatwić odbudowę stolicy, zwłaszcza dzielnic zrównanych z ziemią.
W praktyce lekceważono przepisy dekretu. Właścicielom zabierano również kamienice lub poddawano je obowiązkowi kwaterunku. Dotyczyło to zwłaszcza dzielnic centralnych (gdzie znajdowały się grunty w dużej wartości) jak Śródmieście, Mokotów, Ochota. Na peryferiach ograniczano się do przejęcia gruntów.
Dekret był powszechnie krytykowany, zwłaszcza przez istniejącą jeszcze wtedy legalną opozycję.
Powody krytyki to:
- nie wszystkie dzielnice były zniszczone w jednakowym stopniu,
- naruszono konstytucyjne prawo własności,
- brak chęci właścicieli do budowy lub odbudowy domów na nieswoim gruncie,
- możliwość nieprawidłowości przy przejmowaniu działek

Dekret spowodował zastój odbudowy. Aby to zmienić, wydano dekret zmuszający właścicieli do renowacji zniszczonych przez wojnę domów. Jeśli właściciel zwlekał z odbudową lub remontem, dokonywało tego miasto na jego koszt. Do czasu spłacenia należności, dom taki stawał się własnością gminy. W ten sposób przejęto wiele nieruchomości.
Dekret Bieruta z 1945 r. sprawił, że znacjonalizowanych zostało około 40 tysięcy nieruchomości, czyli 94 proc. zabudowy miasta w przedwojennych granicach.
W miejsce własności gruntów dekret przewidywał wieczystą dzierżawę albo odszkodowanie w miejskich papierach wartościowych. Na blisko 24 330 budynków i 40 tys. prywatnych parceli, miasto miało wcześniej zaledwie 853 nieruchomości (zaliczano do nich także publiczne szalety i grunty niezabudowane).
Kamienice uległy wywłaszczeniu. Państwowe grunty zyskały prywatnych właścicieli dopiero z końcem trwania Polskiej Rzeczypospolitej Ludowej.

### Inżynieria społeczna

#### Dzielenie dużych mieszkań
Duże przedwojenne mieszkania dzielono często między kilka obcych sobie rodzin. Wynikało to z chęci poprawy sytuacji mieszkaniowej ludzi biednych, niemających mieszkania. W ten sposób próbowano przenosić na grunt polski rozwiązania radzieckie. Tam istniały tzw. komunałki. Były to duże mieszkania, w których każda rodzina miała własny pokój, a korytarz i pomieszczenia sanitarne były wspólne. Jednak wspólne mieszkanie tak dużej liczby osób rodziło liczne konflikty. Wywołane one były różnicą charakterów, jak również niewystarczającą liczbą łazienek, toalet, miejsca w kuchni lub na korytarzach. Mieszkania w takim stylu nie przyjęły się w Polsce. Po roku 1956 rezygnowano z tworzenia podobnych rozwiązań.

## Polityka mieszkaniowa okresu Gomułki

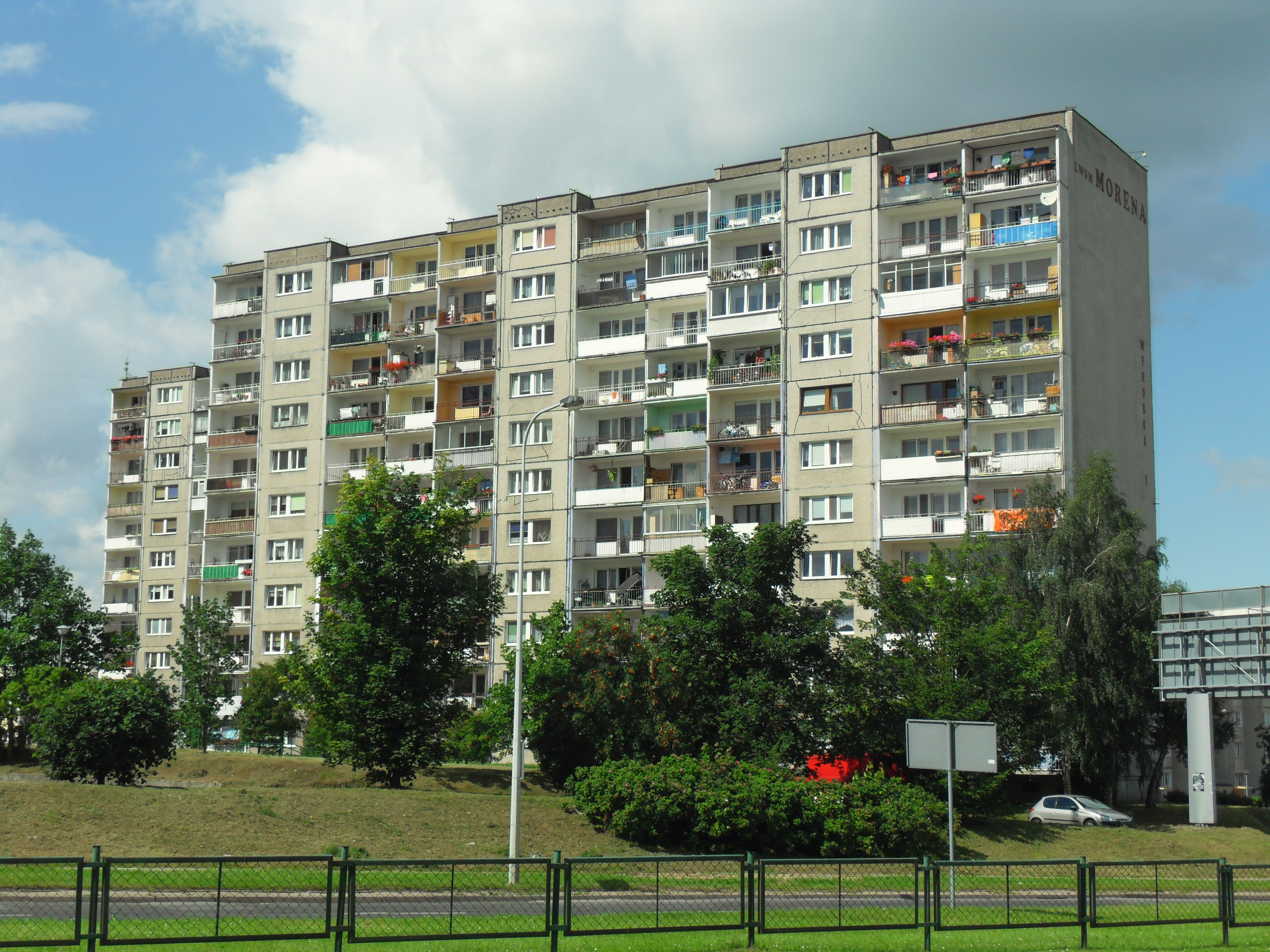
Blok z wielkiej płyty w Gdańsku

Władysław Gomułka przywrócił spółdzielczość mieszkaniową, zwrócił domy do 110 m², wprowadził kredyty dla budowniczych domów jednorodzinnych. Głównym inwestorem pozostały rady narodowe. W latach 1956–1960 zbudowano ok. 1,2 mln izb, a w latach 1961–1970 – 1,7 mln lokali.
Budownictwo tej epoki charakteryzowały tzw. rozwiązania oszczędnościowe. Promowane one były zwłaszcza przez Władysława Gomułkę. Efektem tego był niski standard lokali. Mieszkania budowano oszczędnie; ciemne kuchnie, zmniejszanie „zbędnych” powierzchni, niskie stropy, brak tynków. Pojawiały się nawet pomysły wspólnej łazienki dla kilku mieszkań czy suchych ustępów (tzn. niepodłączonych do kanalizacji i opróżnianych przez szambiarkę). Tak skrajne pomysły były odrzucane przez inwestorów. Mieszkań było jednak ciągle za mało.
Powodów było kilka:
- nacisk na rozbudowę przemysłu ciężkiego kosztem zaspokojenia potrzeb ludności,
- problemy gospodarcze i przestarzałe technologie,
- wyż demograficzny osiągający dorosłość.

Sytuacja ta była zależna od planów rozwoju Polski nakreślonych w 1960 roku. Powrócono do polityki intensywnego uprzemysłowienia kraju. Wiązało się z tym ograniczenie środków na budownictwo. Spółdzielnie mieszkaniowe, nawet posiadając odpowiednie środki finansowe, miały problemy z realizacją inwestycji z powodu braku wykonawców i materiałów budowlanych. Ponadto w wiek produkcyjny wchodziło wówczas pokolenie powojennego wyżu demograficznego i należało mu zapewnić pracę. Instytut Gospodarki Mieszkaniowej opracował wówczas prognozę dotyczącą zapotrzebowania na nowe mieszkania w latach 1961–1965. Propozycje były takie – 700 tys., 650 tys. lub 600 tys. mieszkań. Przyjęto opcję najniższą, która według danych IGM nie rokowała nadziei na poprawę sytuacji mieszkaniowej.

### Spółdzielnie mieszkaniowe
Podstawowym sposobem otrzymania własnego lokum było zapisanie się do spółdzielni mieszkaniowej. System ten wytworzył jednak wiele patologii.
W wielu miastach na mieszkanie spółdzielcze czekać trzeba było kilkanaście lat. Na przykład w jednej z warszawskich spółdzielni 20% mieszkań oddawano do dyspozycji rad narodowych, 30% MO i wojska, a 20% przydzielało kierownictwo. Wiele osób zaczęło szukać „dojść” do członków zarządu spółdzielni. Najbardziej ceniono znajomość z osobami pełniącymi funkcje w Centralnym Związku Spółdzielczości Budownictwa Mieszkaniowego. Odpowiednie kontakty mogły przyśpieszyć oczekiwanie nawet o kilka lat lub dostanie się na listę uprzywilejowanych.

#### Książeczki mieszkaniowe
Jednym ze sposobów otrzymania mieszkania było założenie książeczki mieszkaniowej. Ta forma oszczędzania była skierowana głównie do osób młodych (książeczki zakładano nawet kilkuletnim dzieciom). Pozwalała też zebrać z rynku nawis inflacyjny.
Wzrost liczby chętnych na mieszkania usiłowano zmniejszyć, wprowadzając w 1965 roku instytucję „kandydata na członka spółdzielni” (czyli oczekującego, by móc oczekiwać na mieszkanie), jednak było to tylko przesunięcie problemu o kilka lat w czasie, o tzw. staż członkowski, a w dodatku było posunięciem korupcjogennym.

## Polityka mieszkaniowa okresu Gierka
Radykalną zmianę w podejściu do ludności przyniósł VI Zjazd PZPR w grudniu 1971 roku.
Podstawowe założenia programu gospodarczego dla Polski sprowadzały się do zapewnienia w pięcioleciu 1971–1975 jednocześnie wysokiej dynamiki rozwoju gospodarki i odczuwalnej poprawy warunków życia ludności. Dalszemu zwiększeniu dostaw towarów do handlu towarzyszyć miało podniesienie liczby oddawanych do użytku mieszkań, co łącznie podkreślało prokonsumpcyjny charakter pogrudniowej polityki PZPR.
Dekada lat 70. przyniosła budowę największej liczby mieszkań w Polsce. W latach 1971–1980 zbudowano 2,6 miliona nowych mieszkań, co dało miejsce do zamieszkania 10 mln osób. Rekordowym rokiem był 1978, kiedy oddano do użytku 284 tysiące lokali.
Docelowo, do roku 1990 każda rodzina miała mieć zapewnione mieszkanie, na które czas oczekiwania, który w 1980 wynosił 6 lat, miał się skrócić do 4 lat w 1990. W kolejnej dekadzie (1980–1990) planowano wybudować następne 3–3,5 mln mieszkań, przekraczając znacznie granicę 300 tys. mieszkań budowanych rocznie. Tak więc liczba mieszkań w stosunku do roku 1970 zostałaby w Polsce niemal podwojona, dokładnie stanowiłoby to 85% mieszkań więcej niż w roku objęcia przez Edwarda Gierka władzy.
Zrezygnowano z koncepcji budowania mieszkań na „wzór radziecki”, gdzie była jedna łazienka przeznaczona na kilka mieszkań (np. na jedno piętro). Główną metodą budowy nowych domów była technologia wielkopłytowa. Technologia ta polega na składaniu na miejscu budowy budynków z dostarczonych prefabrykatów. Ściany były budowane z wielkich gotowych płyt, od których pochodziła nazwa systemu. Budynki były składane dość szybko, dzięki czemu nowe domy powstawały dość sprawnie. Zakład produkujący poza miejscem budowy takie wielkopłytowe elementy nazywano fabryką domów. Ponieważ takie prefabrykaty były ciężkie i kłopotliwe do transportu, często na placach budowy tworzono tzw. polowe fabryki domów.
Problemem był niski poziom montażu. Płyty mogły być uszkodzone, co powodowało występowanie szczelin w elewacji. Budynki były słabiej chronione przed wpływem pogody. Częstym widokiem były więc ekipy remontowe, które od razu po wybudowaniu budynków uzupełniały różne braki i fuszerki.
Wadą takiego systemu było to, że typizacja pozwalająca zmniejszyć koszty produkcji jednocześnie unifikowała wszystkich mieszkańców. Lokale w takim budynku były do siebie podobne. Wrażenie to potęgował jednakowy wystrój klatek schodowych i meble dostępne w sprzedaży. Do niewielkich pokoi sprzedawano głównie tzw. meblościanki.
Z wielkiej płyty wznoszono głównie wysokie budynki (10 i więcej pieter). W ten sposób chciano lepiej wykorzystać dostępną przestrzeń. Skutkiem ubocznym były problemy z infrastrukturą i komunikacją na nowych osiedlach, która nie wystarczała dla dużej liczby mieszkańców.
Zabudowywano też każdą wolną przestrzeń w miastach. We Wrocławiu zabudowano tereny zalewowe, tworząc osiedle Kozanów. Na Śląsku budowano na wyrobiskach i na hałdach kopalnianych.

### Bunt w Radomiu

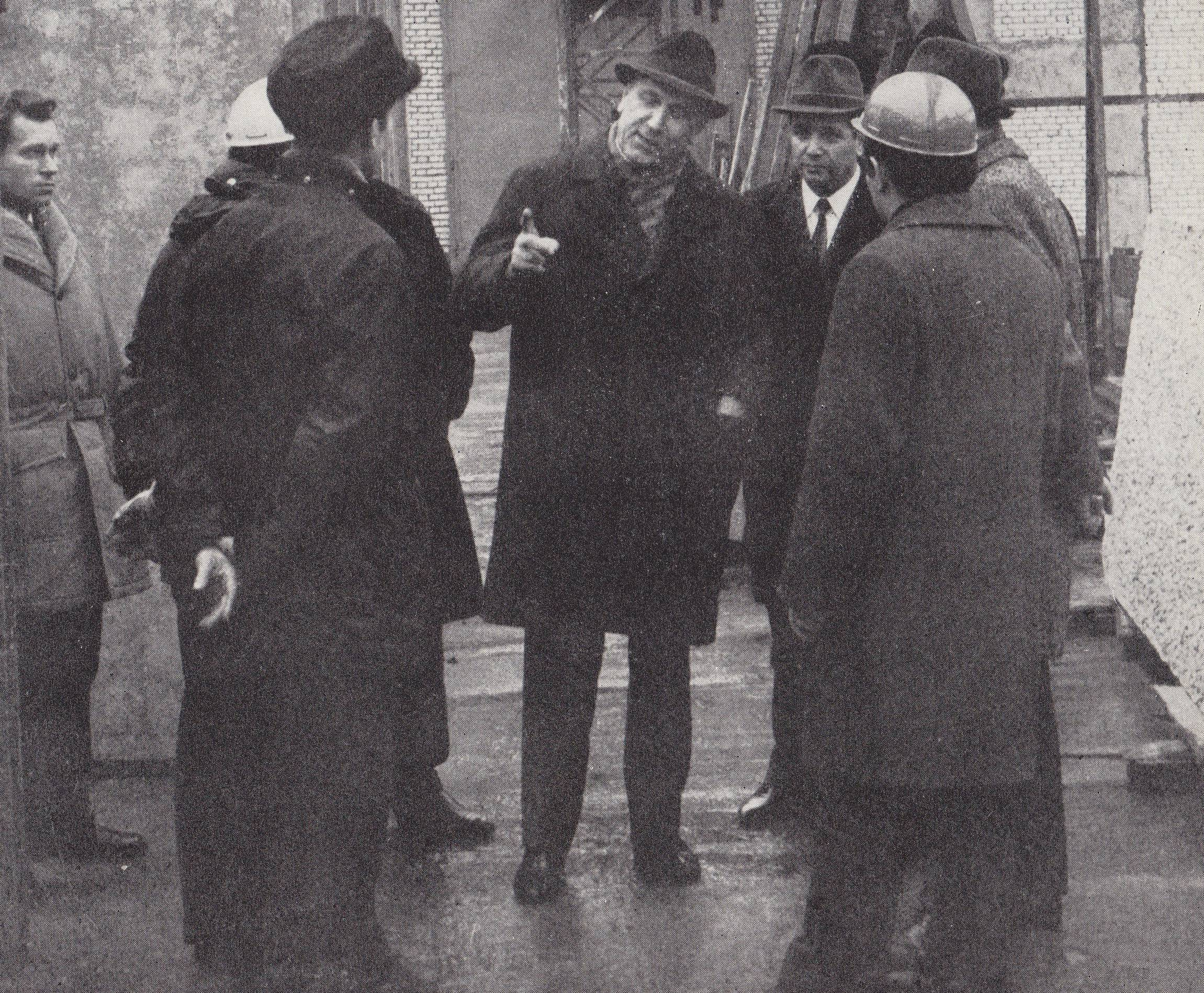
Edward Gierek wizytujący budowę osiedla Ustronie w Radomiu

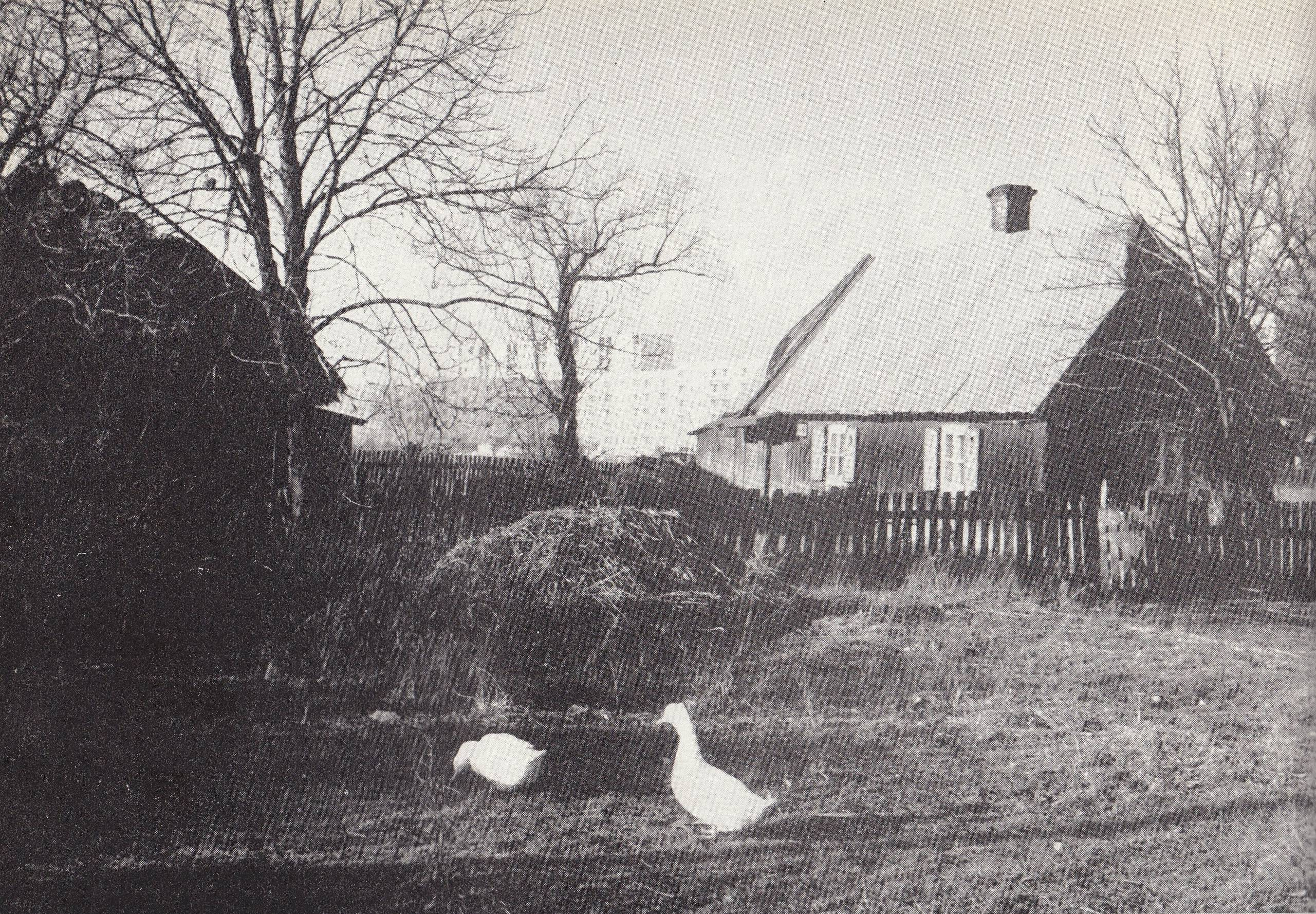
Osiedle Ustronie w Radomiu było siedliskiem kontrastów

Po reformie administracyjnej w 1975 roku Radom był najbiedniejszym miastem wojewódzkim. Mimo że miasto liczyło ponad 150 tysięcy mieszkańców i posiadało ważne zakłady przemysłowe, było najgorzej rozwinięte gospodarczo. Dotyczyło to również sytuacji mieszkaniowej. Budowano mało nowych budynków i remontowano niewiele starych. Radom miał największe zagęszczenie mieszkańców na jedną izbę mieszkalną. Stare domy pamiętające czasy zaboru rosyjskiego niszczały w zastraszającym tempie. Ponieważ duża część mieszkańców żyła na granicy socjalnego minimum, nie było mowy o budowie domów we własnym zakresie.
Analogicznie było z infrastrukturą miejską. Ulice były wyboiste, okolone popękanymi i rozkopanymi chodnikami. Stare instalacje gazowe, wodociągowe i elektryczne miały częste awarie. Brakowało miejsc w żłobkach i przedszkolach. Szkoły prowadziły zajęcia na trzy zmiany. Podobnie było ze służbą zdrowia.
Jan Lityński, który jeździł na procesy robotników z Radomia opisał następująco swoje wrażenia:

zapuszczone podwórka, drewniane budki mieszkalne, ubikacje na zewnątrz budynków. Mieszkania to często jeden kilkunastometrowy pokój dla 5-6 osób, malutka klitka udająca kuchnię.

Ta sytuacja rodziła napięcia i frustracje. W połączeniu z podwyżką cen doprowadziły w 1976 do protestów w Radomiu.

### Nowe formy nabywania mieszkań
W 1974 roku powstało Biuro Handlu Zagranicznego „Lokum”. Jego zadaniem była sprzedaż mieszkań na wolnym rynku. Forma ta skierowana była głównie do obcokrajowców, choć i Polacy posiadający odpowiednie sumy pieniędzy (a zwłaszcza dewiz) mogli szybko je kupić poza kolejnością.
Od 1976 roku zrezygnowano z budownictwa kwaterunkowego. Realizowane pod auspicjami rad narodowych miało zaspokajać potrzeby najuboższych. Mogli się oni teraz starać tylko o lokale w budynkach już istniejących.
Mieszkania stawały się towarem luksusowym. W 1976 roku wielkość wkładów w spółdzielniach członkowskich wzrosła o 20%, a czynsz za mieszkania lokatorskie nawet o 40%. Zachęcano równocześnie do zamiany prawo do lokalu lokatorskiego na własnościowe. Pozwalało to nim swobodnie dysponować, ale wymagało dużej dopłaty.

## Sytuacja mieszkaniowa w latach 80.

### Epoka Solidarności

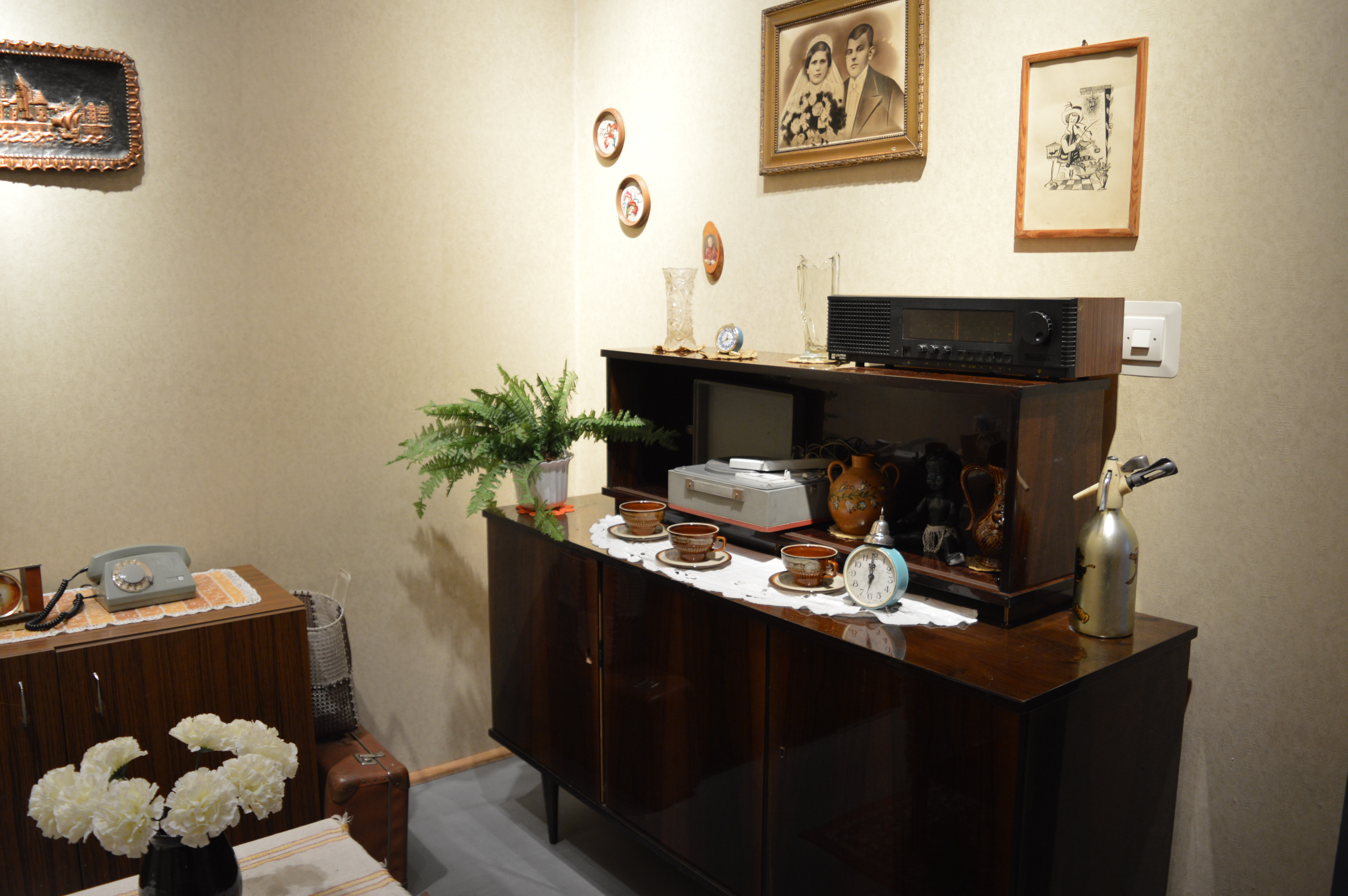
Rekonstrukcja wyglądu typowego pokoju z końca epoki

W ramach tzw. manewru gospodarczego rezygnowano z wielu inwestycji. Jednak nie zmniejszono środków na inwestycje w budownictwo mieszkaniowe (obok przemysłu surowcowego i energetycznego, transportu, rolnictwa).
Dodatkowych problemów przysporzyła „zima stulecia”. Przez kilka miesięcy nie prowadzono prac budowlanych. Kryzys, który potem wystąpił, wpłynął też negatywnie na sektor budowlany. Brakowało materiałów, narzędzi, części. Wskutek tego załamała się gospodarka budowlana. W 1980 roku oddano o 20% mieszkań mniej niż w latach poprzednich. Było to dodatkowym impulsem wybuchu społecznego sierpnia 1980 roku.
Zwraca uwagę to, że dużą rolę w protestach pełniły osoby młode. Jednym z powodów frustracji były również problemy mieszkaniowe. Mimo wzrostu liczby budowanych domów, kolejki nie malały. Osoby młode, dopiero zapisujące się do spółdzielni mieszkaniowych, miały czekać nawet kilkanaście lat. Nie mogły również liczyć na mieszkania zakładowe, gdyż te przydzielano przede wszystkim pracownikom o dłuższym stażu. Problemy te były znaczącymi powodami wzrostu frustracji społecznej, co uwidoczniło się w postulatach strajkowych.

#### Postulaty gdańskie
Wśród 21 postulatów znalazł się postulat o potrzebie mieszkań.

19. Skrócenie czasu oczekiwania na mieszkania

W sprawie tego punktu ustalono, że zostanie przedstawiony do 31 grudnia 1980 roku przez władze wojewódzkie program poprawy sytuacji mieszkaniowej, mający na celu skrócenie okresu oczekiwania na mieszkanie. Program ten będzie poddany szerokiej dyskusji społeczeństwa województwa oraz skonsultowany z właściwymi organizacjami (TUP, SARP, NOT i in.). Program winien również uwzględnić wykorzystanie istniejących fabryk domów oraz dalszy rozwój bazy produkcyjnej budownictwa. Takie same działania zostaną podjęte w całym kraju.

16. Poprawienie warunków pracy służby zdrowia

Postulat 16 też miał pewien związek z polityką mieszkaniową. Wśród załączników do niego dodano 2 punkty związane z mieszkalnictwem:
- Punkt 15. Umożliwić częściowy zwrot pożyczki mieszkaniowej z funduszu socjalnego. Wynikał z postępującej pauperyzacji społeczeństwa, którego wielu przedstawicieli nie mogło spłacić pożyczki mieszkaniowej.
- Punkt 30. Równolegle z oddawaniem do użytku nowych osiedli mieszkaniowych oddawać mieszkańcom do użytku przychodnie, apteki i żłobki[11]. Był to skutek oszczędności przy budowach. Z planu skreślano punkty usługowe tak, by osiedla kosztowały jak najmniej, ale kosztem komfortu mieszkańców. W rezultacie na najprostsze zakupy musieli poświęcać wiele czasu.

#### Postulaty szczecińskie
Jeszcze bardziej wyraźnie uwidoczniło się to w postulatach szczecińskich. Wśród 36 punktów ogłoszonych w Stoczni Szczecińskiej im. Adolfa Warskiego w nocy z 18 na 19 sierpnia 1980 roku, jeden z nich (nr 26) mówił o konieczności zagwarantowania mieszkań.

26. Żądamy przedstawienia przez rząd programu rozwiązania kwestii mieszkaniowej, z zagwarantowaniem, aby okres oczekiwania na mieszkanie nie trwał dłużej jak pięć lat

#### Porozumienie w Jastrzębiu-Zdroju
Porozumienie to skupiało się raczej na załatwieniu problemów związanych z pracą zawodową i wynagrodzeniami. Był jednak również punkt związany z sytuacją mieszkaniową.

ustalono, że pracownicy górnictwa mieszkający w domach górnika i w kwaterach prywatnych otrzymają odpowiedni dodatek za rozłąkę, Minister Górnictwa przedłoży w tej sprawne odpowiednie propozycje do dnia 31.XII.1980 roku i sposób ich realizacji

Ze względu na brak mieszkań wielu górników musiało korzystać z miejsc w hotelach robotniczych lub wynajmować pokoje w mieszkaniach prywatnych. Zazwyczaj mieszkali samotnie, bez rodzin, co zwłaszcza w wypadku młodych małżeństw było niełatwe. Częściowym rozwiązaniem miał być specjalny dodatek.

#### Porozumienie w Hucie Katowice (Dąbrowa Górnicza)
Porozumienie zawierało długą listę spraw związanych, między którymi zawarta była problematyka socjalno – bytowa (część V porozumienia). Punkty od 7 do 9 wiązały się z deficytem mieszkań.

7. Uprofilować w większym stopniu niż dotychczas Budohut w Czeladzi na budownictwo mieszkaniowe.

8. Przywrócić wybudowaną i uruchomioną przez hutnictwo Fabrykę Domów w Łagiszy pod resort hutnictwa.

Realizację punktu siódmego miano zostawić w gestii ministra hutnictwa w planie na 1981 rok. Punkt ósmy miał być rozpatrzony (na wniosek ministra hutnictwa) przez Radę Ministrów do końca roku 1980. Efektem tego miała być większa liczba wybudowanych mieszkań zakładowych dla pracowników przemysłu hutniczego.

9. Skrócić czas oczekiwania na mieszkanie od 3 do 5 lat.

Przyjąć jako kryterium przydziału mieszkań z budownictwa zakładowego minimum wynagrodzenia obowiązującego w kraju,

Przywrócić zasadę, że mieszkanie po hutniku powinien otrzymać hutnik,

Mieszkania stanowiące własność zakładów powinny być przydzielane decyzją kierownictwa przedsiębiorstwa tak jak mieszkania służbowe,

Nowo wybudowane zakładowe budynki mieszkaniowe przekazywać spółdzielniom mieszkaniowym z zachowaniem prawa dysponowania nimi przez kierownictwo zakładu,

Ujednolicić system opłat czynszowych za mieszkania w zależności od standardu i lokalizacji,

Wyodrębniać corocznie w Uchwałach o NPSG (Narodowy Plan Społeczno-Gospodarczy) limity mieszkań dla hutnictwa[,] uwzględniając jego rangę i wielkość potrzeb.

Punkt dziewiąty zawierał wiele konkretnych postulatów związanych z eksploatacją mieszkań zakładowych. Chciano wyeliminować przypadki patologii i przydziału lokali osobom niezwiązanym z zakładem pracy, ujednolicić czynsze, usprawnić zarządzanie przez pośrednictwo spółdzielni mieszkaniowych. Było to reakcją na obserwowane nieprawidłowości.

### Nierozwiązany problem mieszkaniowy
W latach 80. utrzymujący się problem mieszkaniowy był jedną z przyczyn zmiany ustroju.
Kryzys gospodarczy lat 80. sprawił, że mieszkań oddawano za mało w stosunku do potrzeb obywateli. Wynikało to z niemodernizowania fabryk domów, problemów z materiałami i wyżu demograficznego. Czas oczekiwania na mieszkania rósł.
Władze szukały innych sposobów rozwiązania tej sytuacji. Jednym z nich było poluzowanie przepisów gospodarczych, pozwalających ludziom na zakładanie firm. Przedstawiciele tzw. prywatnej inicjatywy byli w stanie sami zbudować sobie dom lub kupić mieszkanie z drugiej ręki.
Innym sposobem było kupno mieszkania za dolary lub bony PeKaO. Było to korzystne zwłaszcza dla osób posiadających rodziny za granicą. Pozwalało też państwu gromadzić waluty wymienialne. Ceny mieszkań były niskie, co było powodem niekorzystnego kursu złotówki do dolara. Wynosiły około kilku tysięcy dolarów za kilkudziesięciometrowe lokum.
Nadużycia związane z podziałem mieszkań w okresie Polski Ludowej
Przez cały okres Polskiej Rzeczypospolitej Ludowej dochodziło do nadużyć w rozdziale mieszkań – przede wszystkim spółdzielczych. Teoretycznie redystrybucja zasobów mieszkaniowych była odgórnie uregulowana, natomiast praktyka dowodziła, że istniał szereg sposobów na otrzymanie lokalu poza kolejką oczekujących. Nieformalne pierwszeństwo w przydziale mieszkań miały zarówno elity (lekarze, weterynarze, prawnicy), jak i niektóre mniej prestiżowe grupy zawodowe, na przykład górnicy. Do grona uprzywilejowanych należy jednak zaliczyć przede wszystkim osoby pracujące w instytucjach zajmujących się przydziałem mieszkań, jak i kierowników budów czy członków PZPR. Oprócz „preferowania” niektórych grup społeczno-zawodowych dochodziło do szeregu nadużyć w przydziale mieszkań. Dotyczyły one zarówno codziennych, indywidualnych praktyk obywateli, jak i były to także patologie ukształtowane systemowo. Kontrole, które przeprowadzała wielokrotnie Najwyższa Izba Kontroli, wykazały, że nawet jedna trzecia całościowego zasobu mieszkaniowego mogła być wydawana z pominięciem procedur, które teoretycznie obowiązywały w poszczególnych badanych okresach.
Jerzy Zapart w książce „Polityka mieszkaniowa w Polsce. Zarys przemian” nadmienia, że szczytem patologii w spółdzielczym rozdziale mieszkań był rok 1980. Wówczas, wyłącznie 39,2 procent całościowego zasobu mieszkaniowego zostało przeznaczone osobom znajdującym się na oficjalnych listach oczekujących. Średnia liczba mieszkań, które były przydzielane poza obowiązującymi kolejkami w całym okresie Polski Ludowej, to 20%.
Indywidualne strategie ubiegania się o szybszy przydział mieszkania spółdzielczego
Indywidualne praktyki mające na celu uzyskanie lokalu szybciej (i o lepszych parametrach) obejmowały między innymi zawyżanie we wnioskach liczby osób w gospodarstwie domowym. To również „sztuczne” dokwaterowywanie osób postronnych czy deklarowanie kiepskiej sytuacji życiowej – z reguły znacznie bardziej niekorzystnej niż w rzeczywistości. Wyżej wymienione patologie w redystrybucji spółdzielczych lokali miały swoje odzwierciedlenie w systematycznych skargach, które obywatele nadsyłali do Biura Skarg i Zażaleń przy Radzie Ministrów w Warszawie. Skarżący byli do tego stopnia zdeterminowani, że nierzadko w ramach takiej korespondencji opisywali z niebywałą dokładnością sytuację mieszkaniową swoich sąsiadów. Należy jednak dodać, że z wyjątkiem późnych lat osiemdziesiątych jakiekolwiek kontrole odbywały się rzadko, a nawet, jeżeli wykryto nieprawidłowości, nie wyciągano z tego znaczących konsekwencji. Dopiero w latach kryzysu lat 80. rząd gen. Jaruzelskiego podjął faktyczne działania zmniejszające skalę nadużyć w redystrybucji zasobów mieszkalnych. Powszechna świadomość patologii w rozdziale mieszkań była przyczyną protestów, a przeciw nierównomiernemu podziałowi mieszkań i „preferowaniu” wąskich grup społecznych opowiadał się nawet kościół katolicki.

## Mieszkania w kulturze i mediach okresu PRL

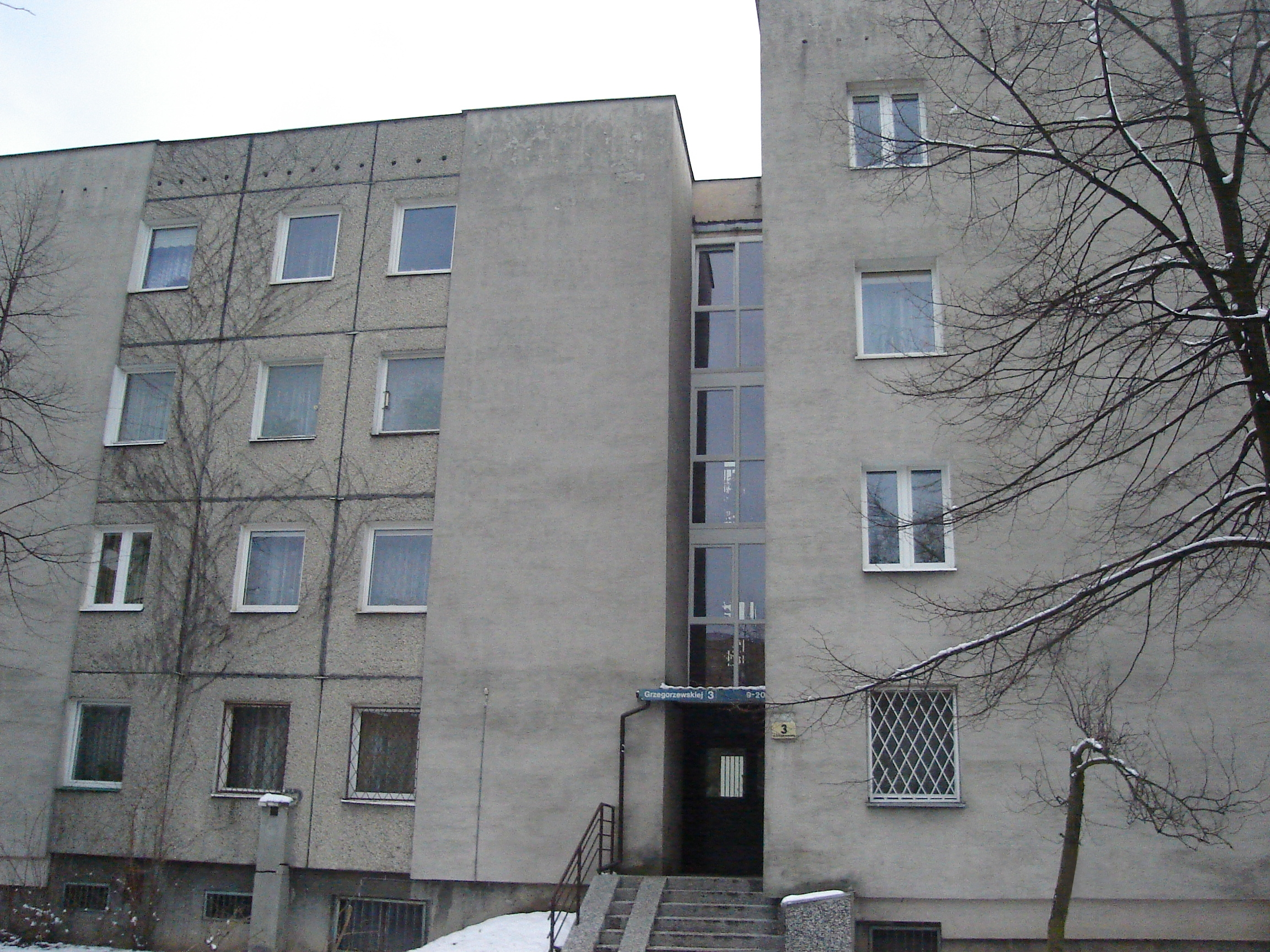
Filmowa ulica Alternatywy 4 przy ul. Grzegorzewskiej 3 na Ursynowie

- Powojenne problemy mieszkaniowe w zburzonej stolicy były tematem komedii Skarb.
- Jednym z tematów opowiadania i filmu Ósmy dzień tygodnia jest trudna sytuacja mieszkaniowa.
- Film Człowiek z M-3 przedstawia postać młodego lekarza, który ma otrzymać mieszkanie, ale jest ono tylko dla małżeństw. Musi się więc w ciągu 30 dni ożenić.
- Działalność spółdzielni mieszkaniowych i złą jakość nowych budynków przedstawił krytycznie Stanisław Bareja w serialu Alternatywy 4.
- Inny serial Barei Zmiennicy pokazuje jak niełatwo było zdobyć mieszkanie w latach 80.
- O absurdach budowlanych opowiada też jego wcześniejsza komedia Nie ma róży bez ognia, której bohaterowie borykają się z gmatwaniną urzędniczych przepisów.
- Film Filip z konopi opowiada o codziennym życiu w jednym z mrówkowców na osiedlu Wawrzyszew w bloku przy ul. Czechowa 2 (w filmie adres Gogola 7).
- Serial Daleko od szosy przedstawiający temat migracji ze wsi do miasta w latach 70. pokazywał też problemy z mieszkaniami, jakie musiał znosić Leszek Górecki i jego żona Anna.